# Saprinus proximus
Saprinus proximus är en skalbaggsart som beskrevs av Thomas Vernon Wollaston 1864. Saprinus proximus ingår i släktet Saprinus och familjen stumpbaggar.

## Underarter
Arten delas in i följande underarter:
- S. p. proximus
- S. p. simillimus